# Lex Cornelia repetundarum
Die Lex Cornelia repetundarum war ein Strafgesetz, das Bestandteil der sullanischen Staatsrechtsreform der Jahre 82 bis 79 v. Chr. war. Das Gesetz gehörte zu den leges publicae, denn Gegenstand der prozessualen Regelungen war das Repetundenverfahren, mit dem sich Provinziale gegen das Verhalten ausbeuterischer Statthalter zur Wehr setzen konnten, um widerrechtlich konfiszierten Besitz zurückzuverlangen.
Bedeutung erlangte die lex 70 v. Chr. im Verresprozess mit Cicero als Ankläger. Cicero führte eine Bereicherungsklage, er forderte Gelder zurück (de pecuniis repetundis). Der Prozess gegen den Proprätor (der drei zurückliegenden Jahre) wurde öffentlich vor der senatorisch besetzten ständigen Strafkammer geführt.